# Tony Beasley
Anthony Wayne Beasley (né le 5 décembre 1966 à Fredericksburg, Virginie, États-Unis) est un instructeur de baseball.
En 2017, et depuis le début de la saison 2015, Tony Beasley est instructeur de troisième but des Rangers du Texas de la Ligue majeure de baseball.

## Carrière de joueur
Tony Beasley est joueur de baseball professionnel de 1989 à 1993 et de 1995 à 1998. Surtout joueur de deuxième but et arrêt-court. Joueur des Flames de la Liberty University à Lynchburg (Virginie), il est repêché par les Orioles de Baltimore au 19e tour de sélection en 1989. Après trois saisons avec des clubs affiliés aux Orioles, il en joue six dans l'organisation des Pirates de Pittsburgh. Sans avoir atteint les ligues majeures, il se retire après neuf saisons en ligues mineures.

## Carrière d'instructeur
De 1998 à 2005, Beasley est instructeur dans l'organisation des Pirates de Pittsburgh. Il est gérant des Crosscutters de Williamsport (niveau A-, New York - Penn League) en 2001, des Crawdads d'Hickory (A, South Atlantic League) en 2002 et 2003, puis du Curve d'Altoona (AA, Eastern League) en 2004 et 2005. 
En 2006, il est pour la première fois dans les Ligues majeures de baseball comme instructeur de troisième but des Nationals de Washington.
Il retourne dans l'organisation des Pirates comme instructeur dans les ligues mineures en 2007, puis est instructeur de troisième but des Pirates dans les majeures de 2008 à 2010. 

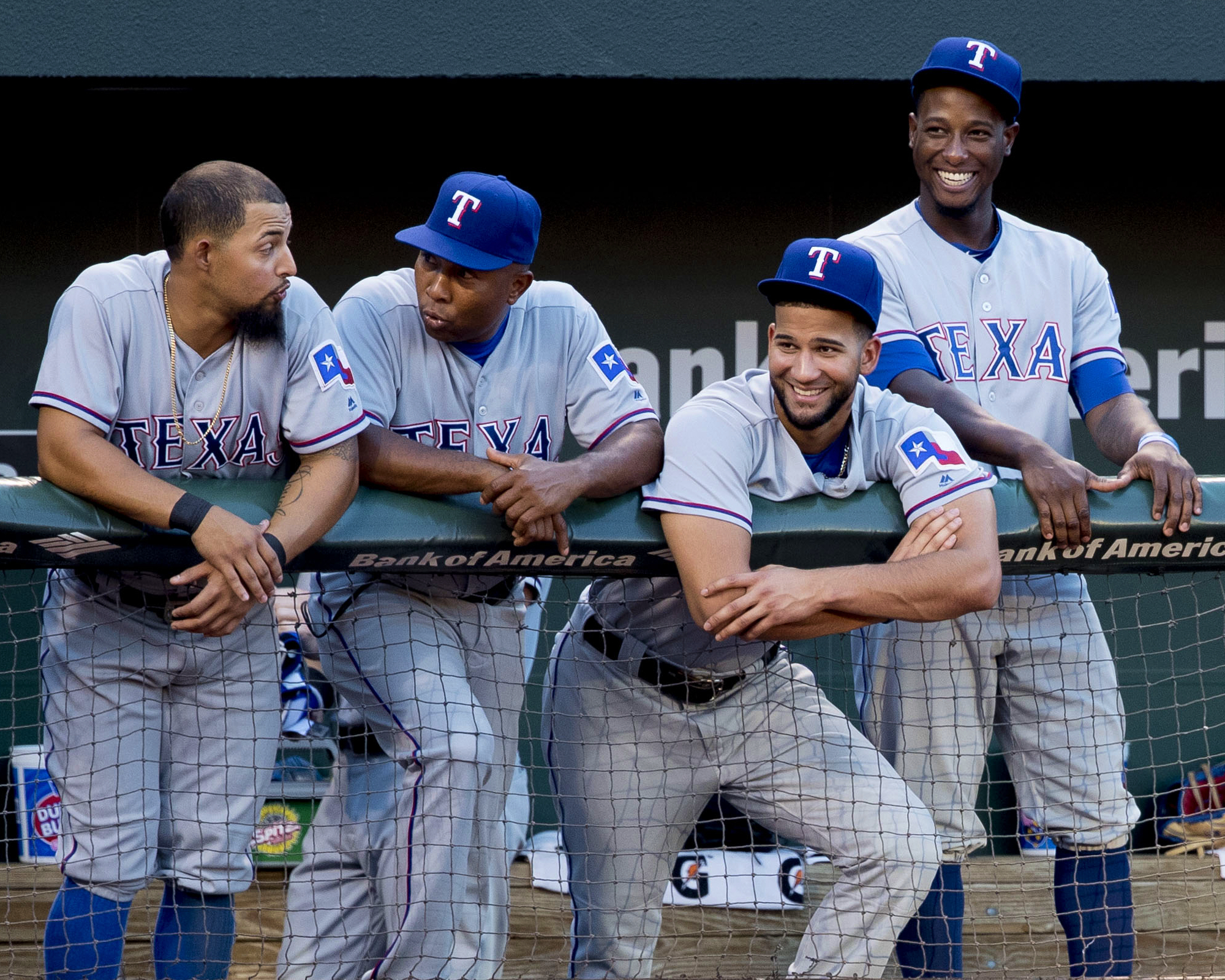
De gauche à droite : Rougned Odor, Tony Beasley, Nomar Mazara et Jurickson Profar des Rangers du Texas le 4 août 2016.

Rapatrié par Washington, Beasley est en 2011 le gérant des Senators de Harrisburg, le club-école de niveau Double-A des Nationals dans l'Eastern League, où il a notamment sous ses ordres le jeune Bryce Harper. En 2012 et 2013, Beasley est gérant du club-école AAA des Nationals, les Chiefs de Syracuse de la Ligue internationale.

### Rangers du Texas
Le 18 novembre 2014, Tony Beasley est engagé par les Rangers du Texas pour être leur instructeur de troisième but à partir de la saison 2015. Cette embauche réunit Beasley et le nouveau gérant des Rangers, Jeff Banister. Les deux hommes ont en effet joué ensemble en ligues mineures chez les Mudcats de la Caroline en 1993,, avant que Beasley ne joue sous les ordres de Banister chez les Mudcats en 1998 puis ne devienne, tout comme lui, un instructeur des majeures chez les Pirates de Pittsburgh.

## Vie personnelle
Tony Beasley est le neveu de Lew Beasley, un ancien joueur de baseball qui évolue chez les Rangers du Texas pour 25 matchs en 1977.
Au début 2016, Beasley reçoit un diagnostic de cancer du côlon. Il s'absente pour des traitements et Spike Owen le remplace comme instructeur de troisième but des Rangers. En décembre 2016, les Rangers annoncent que Beasley, âgé de 50 ans, a vaincu la maladie.
À plusieurs reprises, Tony Beasley a chanté l'hymne national avant des matchs de baseball, notamment pour les Pirates de Pittsburgh en 2010 et lors du match d'ouverture de la saison 2017 des Rangers.